# Basic Math
Basic Math (noto anche come Fun With Numbers) è un videogioco educativo sviluppato per Atari 2600. Pubblicato nell'ottobre 1977 solo in Nord America, è uno dei nove titoli di lancio della console.
L'obiettivo del gioco è molto semplice: il giocatore deve risolvere l'operazione matematica visualizzata sullo schermo, che può essere un'addizione, una sottrazione, una moltiplicazione o una divisione. La soluzione è  decretata muovendo la leva analogica, che farà scorrere i numeri, per poi confermare la risposta premendo il tasto. Se la soluzione è corretta, un suono confermerà prima di passare all'operazione successiva; se invece è errata, un altro suono sarà udibile, e si dovrà ritentare.